# Yelvertoft
Yelvertoft es una parroquia civil y un pueblo del distrito de Daventry, en el condado de Northamptonshire (Inglaterra).

## Geografía
Según la Oficina Nacional de Estadística británica, Yelvertoft tiene una superficie de 9,36 km².

## Demografía
Según el censo de 2001, Yelvertoft tenía 821 habitantes (49,7% varones, 50,3% mujeres) y una densidad de población de 87,71 hab/km². El 19,61% eran menores de 16 años, el 72,72% tenían entre 16 y 74 y el 7,67% eran mayores de 74. La media de edad era de 41,33 años. Del total de habitantes con 16 o más años, el 19,55% estaban solteros, el 64,85% casados y el 15,61% divorciados o viudos.
El 96,1% de los habitantes eran originarios del Reino Unido. El resto de países europeos englobaban al 1,34% de la población, mientras que el 2,56% había nacido en cualquier otro lugar. Según su grupo étnico, el 97,94% eran blancos, el 0,97% mestizos, el 0,36% asiáticos y el 0,73% negros. El cristianismo era profesado por el 79,9% y cualquier otra religión, salvo el budismo, el hinduismo, el judaísmo, el islam y el sijismo, por el 0,37%. El 11,69% no eran religiosos y el 8,04% no marcaron ninguna opción en el censo.
Había 6 hogares sin ocupar y 335 con residentes, de los cuales el 23,59% estaban habitados por una sola persona, el 4,18% por padres solteros, el 23,58% por parejas sin hijos, el 25,67% por parejas con hijos dependientes y el 10,75% con hijos independientes, el 9,25% por jubilados y el 2,99% por otro tipo de composición. 414 habitantes eran económicamente activos, 401 de ellos (96,86%) empleados y 13 (3,14%) desempleados.
| 526                         | 598 | 654 | 596 | 618 | 714 | - | - | 499 | 392 | 387 | 360 | 367 | 349 | - | 462 | 451 |
| (Fuente: Vision of Britain) |     |     |     |     |     |   |   |     |     |     |     |     |     |   |     |     |